# Voivodato di Livonia
Il Voivodato di Livonia ( polacco : Województwo inflanckie ),  o Voivodato di Inflanty, noto anche come Livonia polacca, era una divisione amministrativa e un governo locale nella Confederazione polacco-lituana, poiché fu formato nel 1620 dal Voivodato di Wenden e durò fino alla prima spartizione della Polonia nel 1772. Il Voivodato di Livonia era uno dei pochi territori della confederazione polacco-lituana ad essere governato congiuntamente da Polonia e Lituania.